# Калмашка (приток Чермасана)
Калмашка (баш. Ҡалмаш) — река в России, протекает по Башкортостану, Чекмагушевский район. Устье реки находится в 27 км по левому берегу реки Чермасан. Длина реки составляет 51 км, площадь водосборного бассейна 433 км².
Протекает через н. п., вниз по течению: Кашкарово, Калмашбашево, Новобиккино, Новоресмекеево, Ресмекеево (на Яндекс-картах старое название Заготскот), Старокалмашево, Кавказ, Ташкалмашево, Новокалмашево, Новоюмраново.

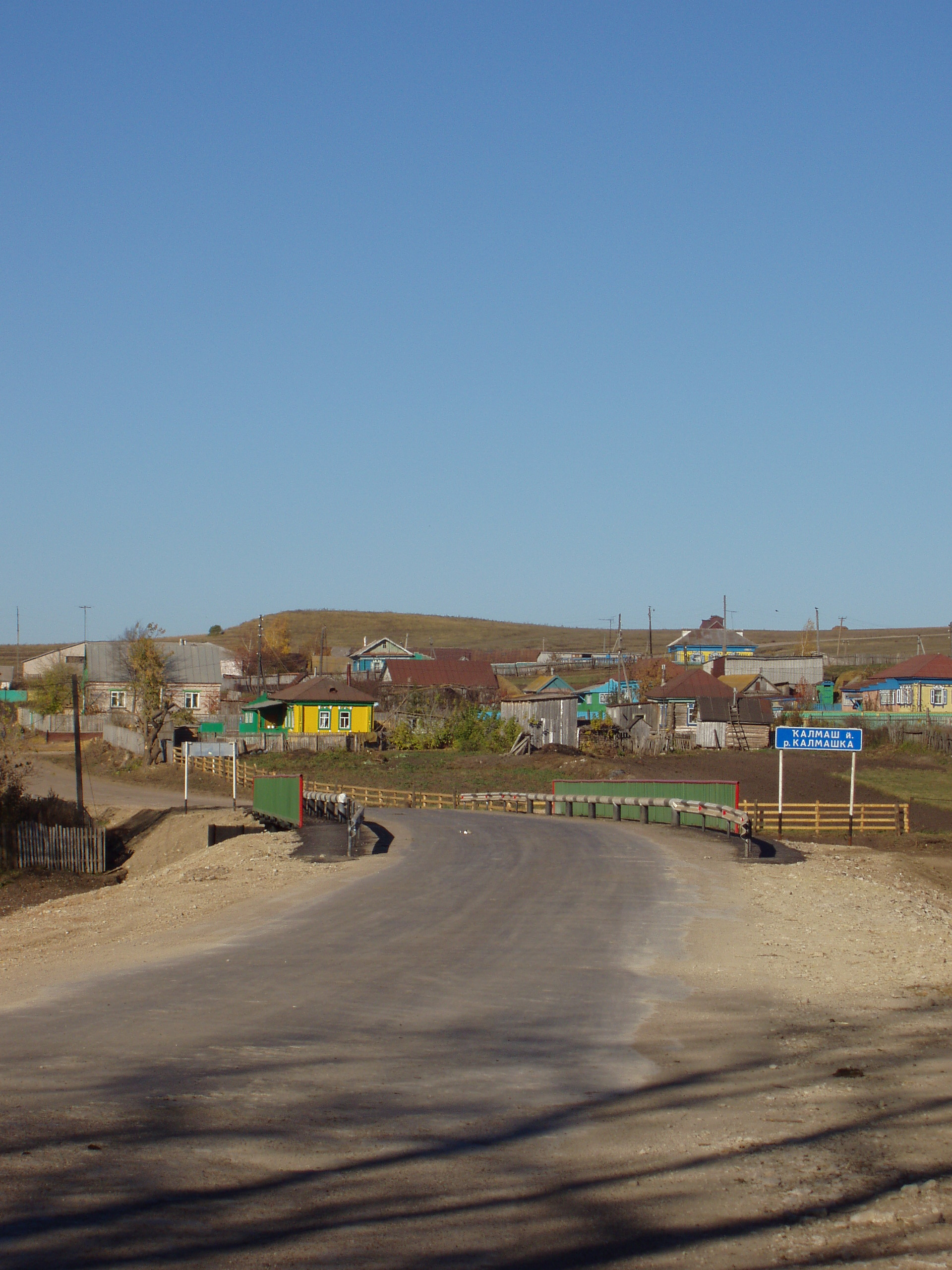
Двуязычная надпись на табличке у моста через Калмашку

Притоки: Чекмагуш (на 25-м км слева), Рапатка (на 36-м км слева).

## Данные водного реестра
По данным государственного водного реестра России относится к Камскому бассейновому округу, водохозяйственный участок реки — Белая от города Уфы до города Бирска, речной подбассейн реки — Белая. Речной бассейн реки — Кама.
Код объекта в государственном водном реестре — 10010201512111100025347.